# Еміль Коен
Еміль Вільгельм Коен (нар. 12 жовтня 1842, Ак'яр поблизу Хорсенса, Данія; † 13 квітня 1905, Грайфсвальд) — німецький мінералог і петрограф.

## Життєпис
З 1863 року Коен вивчав хімію та фізику в Берліні та Гейдельберзі. Він подорожував до золотих і алмазних родовищ Південної Африки в 1873/74 роках і опублікував один із перших сучасних описів родовищ. У 1878 році він став професором петрографії Страсбурзького університету і водночас директором геологічної служби Ельзасу й Лотарингії. Тут він написав свою «Збірку мікрофотографій для ілюстрації мікроскопічної структури мінералів і гірських порід» («Sammlung von Mikrophotographien zur Veranschaulichung der mikroskopischen Struktur von Mineralien und Gesteinen») і таким чином став одним із засновників сучасної петрографії.
Разом з Ернстом Вільгельмом Бенеке видав геологічну карту навколо Гейдельберга (масштаб 1:50 000, Гейдельберг 1874–77, 2 арк.) і геогностичний опис території навколо Гейдельберга (Гейдельберг 1880, 2 випуски).
У 1885 році він став ординарним професором мінералогії та геології в Грайфсвальдському університеті. Тут він досліджував скандинавські відкладення та їх походження. Він також присвятив себе космічній петрографії, особливо описуючи структуру залізних метеоритів і мінералів, які вони містять. Наприклад, він виділив і проаналізував карбід заліза, який пізніше назвали когенітом на його честь. У 1891 році разом з Ернстом Вайншенком він виявив алмази в метеоритах.
З 1883 року Коен був членом Німецької академії природничих наук Леопольдіни.

## Праці
- Über die zur Dyas gehörigen Gesteine des südlichen Odenwaldes. 1871
- Sammlung von Mikrophotographien zur Veranschaulichung der mikroskopischen Structur von Mineralien und Gesteinen. Stuttgart 1881.
- Das obere Weilerthal und das zunächst angrenzende Gebirge. Straßburg 1889.
- Meteoreisenstudien.
- Meteoritenkunde. 1894—1905
- Zusammenfassung der bei der Untersuchung der körnigen bis dichten Meteoreisen erhaltenen Resultate. Berlin 1900.